# Anzug (Pferdesport)

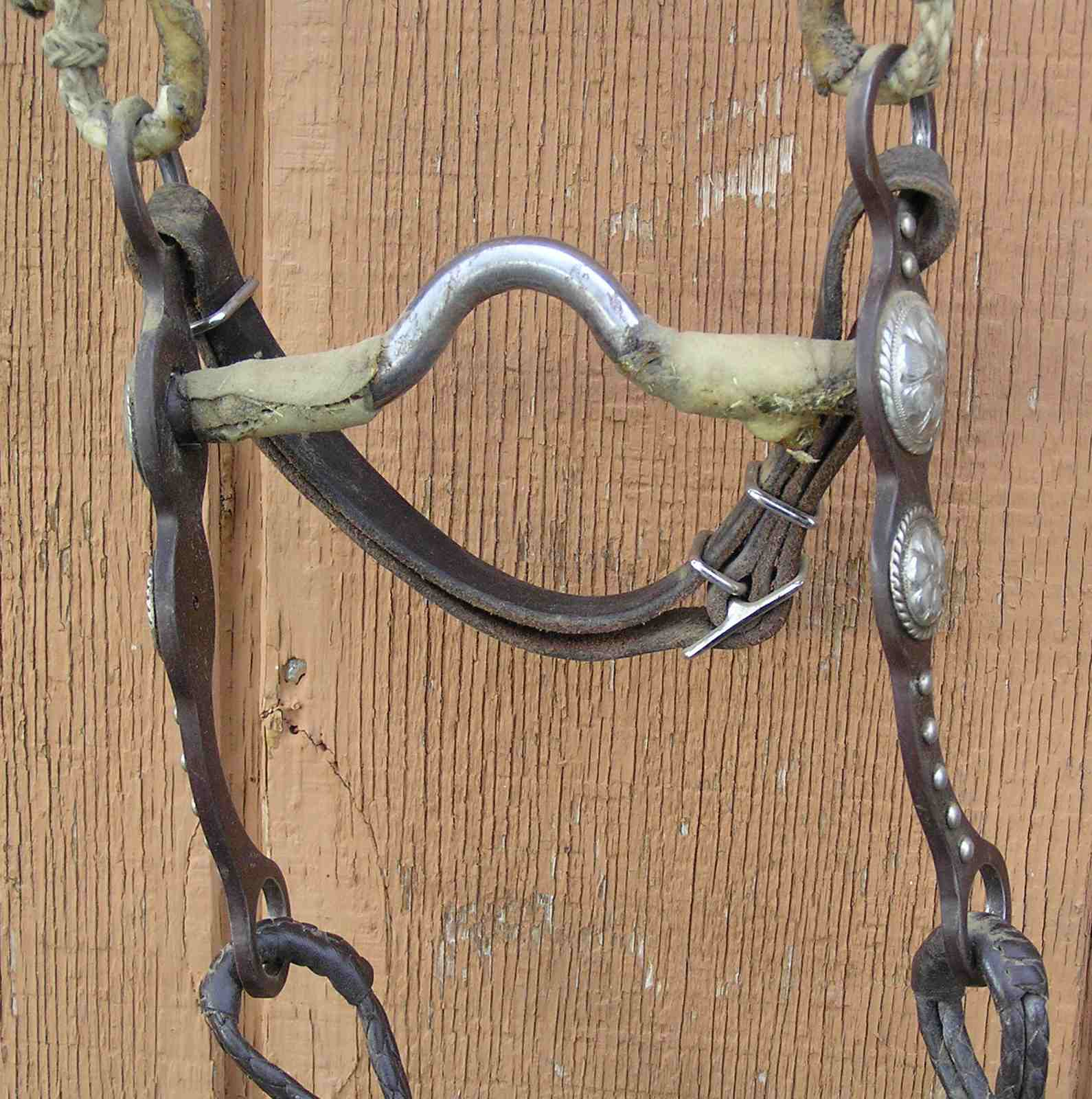
Westernkandare mit Shanks

Unter einem Anzug (auch Bäume, engl: shank) versteht man im Pferdesport die Hebelarme der Kandare. Die Hebelarme befinden sich seitlich am Mundstück der Pferdezäumung und sind in der Regel aus Metall. Beim Verkürzen des Zügels wirken sie als Hebel. Sie sind entweder fest oder durch Gelenke  mit dem Mundstück verbunden. Der Mechanismus kann sich nur entfalten, wenn eine Kinnkette oder ein entsprechender Riemen als Widerlager dient.
Der Sinn eines solchen Gebisses liegt nicht darin, die Zügelkraft zu verstärken, sondern ein solches Gebiss entfaltet auch einen Druck auf das Genick des Pferdes, wodurch die Stellung des Kopfes beeinflusst werden kann.
Gebisse dieser Art werden im Dressurreitsport und im Westernreiten verwendet. Beim Westernreiten werden die Anzüge Shanks genannt. Zum Fahren werden Fahrkandaren eingesetzt.